# Ак-Сай (Баткенская область)
Ак-Сай (Аксай, кирг. Ак-Сай) — село в Кыргызстане, в Баткенском районе Баткенской области. 
Население — 1936 чел. (2022).
Расположено у северных отрогов Туркестанского хребта, на киргизско-таджикской границе, на обоих берегах реки Исфара, к югу от Капчыгая и Самаркандыка, северо-западнее таджикского села Ворух.
На местах традиционных зимовок, были образованы колхозы и совхозы. Так возникли селения Капчыгай, Ак-Сай, Самаркандык, Говсувар, Ак-Татыр, Кочобою, Кёк-Таш (Шакча) и другие.
Жители шести населенных пунктов из соседнего Исфаринского района Таджикистана и баткенских сёл Ак-Сай, Ак-Татыр, Кёк-Таш и Рават пользуются услугами приграничного рынка в Самаркандыке. Международная торговля на приграничном базаре в Самаркандыке идёт по выходным дням.
Территория Ак-Сая была передана властям Киргизской ССР в аренду на 20 лет в советское время.
В селе Ак-Сай находится водораспределительный узел «Головной», из-за которого произошёл конфликт на киргизско-таджикской границе в 2021 году.